# Präsidium des 2. Deutschen Bundestages
Das Präsidium des 2. Deutschen Bundestages wurde in dessen konstituierender Sitzung am 6. Oktober 1953 gewählt. Der Bundestag wählte den CDU-Abgeordneten Hermann Ehlers zu seinem Präsidenten und Carlo Schmid (SPD), Richard Jaeger (CSU) und Hermann Schäfer (FDP) zu seinen Vizepräsidenten. Da Ehlers im Verlauf der Legislaturperiode starb, wurde Eugen Gerstenmaier (CDU) zu seinem Nachfolger gewählt.

## Erste Wahl des Präsidenten des Bundestages
Der Wahlvorgang wurde von der Alterspräsidentin Marie-Elisabeth Lüders (FDP) geleitet. Eigentlich wäre Bundeskanzler Konrad Adenauer als der älteste Abgeordnete Alterspräsident gewesen, dieser verzichtete jedoch auf dieses Privileg, weswegen Lüders als zweitältester Abgeordneter diese Ehre zuteilwurde. Es wurde nur ein einziger Kandidat für das Amt des Präsidenten vorgeschlagen, nämlich der CDU-Abgeordnete Hermann Ehlers, der bereits in der ersten Legislaturperiode Bundestagspräsident gewesen war. Auf ihn entfielen 466 der 500 abgegebenen Stimmen (93,2 %). 30 Stimmzettel waren weiß, 4 Stimmen waren ungültig. Damit war Hermann Ehlers zum Präsidenten des 2. Deutschen Bundestages gewählt worden.

## Wahl der Vizepräsidenten
Es waren die Abgeordneten Carlo Schmid (SPD), Richard Jaeger (CSU) und Hermann Schäfer (FDP) vorgeschlagen worden. Carlo Schmid war bereits Vizepräsident des 1. Bundestages gewesen. Die Wahl erfolgte per Akklamation. Die Kandidaten wurden einstimmig gewählt, wobei sie selbst sich enthielten.
Zwei Wochen später, am 20. Oktober, wurde das Kabinett Adenauer II ernannt, und Hermann Schäfer wechselte auf den Posten eines Bundesministers für besondere Aufgaben. Am 28. Oktober wählte der Bundestag, abermals per Akklamation, Ludwig Schneider zu seinem Nachfolger.
Da Ludwig Schneider im Laufe der Legislaturperiode aus der FDP-Fraktion am 23. Februar 1956 die FDP verließ, um die FVP mitzubegründen, wurde am 4. Juli 1956 Max Becker (FDP) ohne Gegenstimmen ins Präsidium gewählt. Da Ludwig Schneider sein Amt nicht niederlegte, erhöhte sich die Zahl der Vizepräsidenten auf vier. Mit der Erhöhung der Zahl der Vizepräsidenten waren alle Fraktionen außer der GB/BHE-Fraktion einverstanden. Der Wahl von Becker stimmte der GB/BHE jedoch zu.

## Zweite Wahl des Präsidenten des Bundestages
Da Hermann Ehlers am  29. Oktober 1954 im Alter von 50 Jahren überraschend infolge einer Mandelvereiterung starb, musste ein neuer Bundestagspräsident gewählt werden. Dazu kam es am 16. November. Die Wahl wurde vom Bundestagsvizepräsidenten Carlo Schmid geleitet. Es war nur Eugen Gerstenmaier vorgeschlagen worden. Im ersten Wahlgang erhielt er jedoch nur 208 der 426 abgegebenen Stimmen (48,83). Auf andere Abgeordnete entfielen insgesamt 49 Stimmen, davon 41 auf den Berliner CDU-Abgeordneten Ernst Lemmer. Daraufhin stellte der FDP-Abgeordnete Hans Wellhausen den Antrag, die Wahl zu vertagen. Dieser Antrag wurde jedoch in einem Hammelsprung abgelehnt. Für den zweiten Wahlgang wurde vom Berliner FDP-Abgeordneten Hans Reif Ernst Lemmer vorgeschlagen. In diesem Wahlgang entfielen 207 der 414 abgegebenen Stimmen auf Gerstenmaier (50 %), 191 auf Lemmer (46,14 %) und eine Stimme auf den nicht vorgeschlagenen Carlo Schmid. 15 Abgeordnete enthielten sich. Da kein Kandidat die absolute Mehrheit erhalten hatte, musste ein dritter Wahlgang erfolgen. Im dritten Wahlgang, in dem die relative Mehrheit genügte, entfielen auf Gerstenmaier 204 der 409 abgegebenen Stimmen (49,88 %). 190 entfielen auf Lemmer (46,45 %), 15 Abgeordnete enthielten sich. Damit war Eugen Gerstenmaier zum Bundestagspräsidenten gewählt. Dieses Amt sollte er bis 1969 behalten.